# Conseiller de gouvernement pour les Relations extérieures (Monaco)
Le conseiller de gouvernement pour les Relations extérieures et la Coopération est le membre du Conseil de gouvernement de la principauté de Monaco chargé de la diplomatie, l'équivalent de « ministre des Affaires étrangères ».

## Liste des titulaires
| Début            | Fin              | Nom                   |
| ---------------- | ---------------- | --------------------- |
| 1er février 2005 | [Quand ?] 2006   | Rainier Imperti       |
| [Quand ?] 2006   | 1er juin 2007    | Henri Fissore         |
| 1er juin 2007    | 20 juin 2008     | Jean Pastorelli       |
| 20 juin 2008     | 31 décembre 2010 | Franck Biancheri      |
| 1er janvier 2011 | 22 février 2015  | José Badia            |
| 23 février 2015  | 21 octobre 2019  | Gilles Tonelli        |
| 21 octobre 2019  | 17 janvier 2022  | Laurent Anselmi       |
| 17 janvier 2022  | en cours         | Isabelle Berro-Amadeï |